# Rotterdamse Elektrische Tram
Das Verkehrsunternehmen Rotterdamse Elektrische Tram N.V. (kurz RET) ist der Betreiber der Metro, der Straßenbahn und des Stadtbusverkehrs in der niederländischen Stadt Rotterdam.
Die Rotterdamer Straßenbahn wurde 1878 als Rotterdamsche Tramweg Maatschappij gegründet. Ein Jahr später, 1879, fuhr die erste Pferdebahn und ab 1882 die erste Dampfstraßenbahn in Rotterdam. Ab 1927 hieß sie dann Rotterdamse Electrische Tram, 1956 wurde sie in Rotterdamse Elektrische Tram umbenannt.
Auf 8 Straßenbahnlinien, 5 Metrolinien, 40 Buslinien und einer Fährlinie werden jährlich etwa 185,7 Mio. Fahrgäste befördert. Davon sind etwa 38,7 Mio. Fahrgäste in den Bussen, 59,9 Mio. Fahrgäste mit der Straßenbahn und 87,1 Mio. Fahrgäste mit der Metro unterwegs. Täglich fahren etwa 600.000 Menschen mit den Verkehrsmitteln der RET. Die Schnellfähre verbindet Hoek van Holland mit einigen Zielen im Hafengebiet und der Maasvlakte.
Am 10. März 2014 wurden beim Zusammenstoß von drei Straßenbahn-Triebwagen im Bezirk Breeplein in Rotterdam-Zuid 33 Passagiere verletzt. Der Unfall ereignete sich unweit des Stadions De Kuip.
Die Stiftung RoMeO (Rotterdam öffentlicher Verkehr Museum und Verwertung von Oldtimern) wurde 1997 gegründet, um verschiedene historische Sammlung der Rotterdamer Verkehrsbetriebe zusammenzuführen. Die gemeinsame Sammlung besteht derzeit aus mehr als sechzig Straßenbahnen, zwanzig Bussen und einer U-Bahn aus dem Jahr 1967. Ein Teil der Sammlung wird in der Stadt in Bewegung gezeigt. Seit 2010 ist das Rotterdamer Verkehrsmuseum im monumentalen Straßenbahndepot Hillegersberg von 1923 untergebracht.